# I Don't Care (canção de 2NE1)
"I Don't Care" é o segundo single do Girl group sul-coreano 2NE1 do EP de estreia do mesmo nome, "2NE1 (2009)", lançado em 01 de julho de 2009. O single se tornou um sucesso em vários gráficos on e offline.

## Sobre
A música marcou uma mudança na imagem do grupo, ao contrario do primeiro single "Fire", que exibiu uma imagem mais forte, e ousada as garotas.; em contraste, o empresario Yang Hyun-suk declarou que "I Don't Care" permitiria ao grupo exibir uma imagem mais suave, e mais feminina. Em uma entrevista, a membra CL declarou que a canção era "um aviso para os homens e um conselhos para as mulheres".
Uma versão unplugged "reggae" da canção foi executada em show de música Inki Gayo do SBS, sinalizando o fim das promoções para a música. No entanto, devido à popularidade do Remix, foi liberado para saídas digitais em 03 de setembro de 2009.
Em outubro de 2012, a canção vendeu mais de 4,5 milhões de cópias digitais, tornando-se um dos singles de maior sucesso de todos os tempos na Coréia.

## Faixas
- Download Digital

1. I Don't Care – 3:59

- I Don't Care – Remixes

1. I Don't Care (Reggae Mix Version) – 3:52
2. I Don't Care (Baek Kyoung Remix) – 4:14

## VideoClipe
O vídeo da música foi estreada em 9 de Junho de 2009. O vídeo da música mostra as membras que vão em uma cartomante em procura de conselhos, depois mostram as garotas tendo algumas discussões com seus namorados por telefone. A cartomante para o tempo para que as meninas possam sabotar seus namorados.

## Prêmios
| Organização                  | Ano  | Prêmio                              | Resultado | Ref.   |
| ---------------------------- | ---- | ----------------------------------- | --------- | ------ |
| Bugs Music Awards            | 2009 | Música mais baixada                 | Venceu    | [ 1 ]  |
| Bugs Music Awards            | 2020 | 20º Aniversário – Música Mais Amada | Venceu    | [ 2 ]  |
| Cyworld Digital Music Awards | 2009 | Canção do ano                       | Venceu    | [ 3 ]  |
| Cyworld Digital Music Awards | 2009 | Música do mês – julho               | Venceu    | [ 4 ]  |
| Cyworld Digital Music Awards | 2009 | Bonsang Award (10 melhores)         | Venceu    | [ 5 ]  |
| Cyworld Digital Music Awards | 2009 | Melhor Grupo de Novatos             | Venceu    | [ 5 ]  |
| GQ Awards                    | 2009 | A canção deste ano                  | Venceu    | [ 6 ]  |
| Korean Music Awards          | 2010 | Melhor Canção R&B e Soul            | Indicado  | [ 7 ]  |
| Melon Music Awards           | 2009 | Canção do ano                       | Indicado  | [ 8 ]  |
| Mnet 20's Choice Awards      | 2009 | Estilo de grupo de garotas gostosas | Indicado  |        |
| Mnet Asian Music Awards      | 2009 | Canção do ano                       | Venceu    | [ 9 ]  |
| Mnet Asian Music Awards      | 2009 | Melhor Novo Artista Feminino        | Venceu    | [ 9 ]  |
| Mnet Asian Music Awards      | 2009 | Best Composition                    | Venceu    | [ 9 ]  |
| Mnet Asian Music Awards      | 2009 | Melhor Performance de Dança         | Indicado  | [ 10 ] |
| Rhythmer Awards              | 2010 | Música R&B do Ano                   | Indicado  | [ 11 ] |

| Nome do programa | Encontro             | Ref.   |
| ---------------- | -------------------- | ------ |
| Music Bank       | 17 de julho de 2009  | [ 12 ] |
| Music Bank       | 24 de julho de 2009  | [ 12 ] |
| Music Bank       | 31 de julho de 2009  | [ 12 ] |
| Music Bank       | 7 de agosto de 2009  | [ 12 ] |
| Music Bank       | 14 de agosto de 2009 | [ 12 ] |
| M Countdown      | 23 de julho de 2009  | [ 13 ] |
| M Countdown      | 6 de agosto de 2009  | [ 14 ] |
| M Countdown      | 13 de agosto de 2009 | [ 14 ] |
| M Countdown      | 27 de agosto de 2009 | [ 14 ] |
| Inkigayo         | 26 de julho de 2009  | [ 15 ] |
| Inkigayo         | 2 de agosto de 2009  | [ 16 ] |
| Inkigayo         | 9 de agosto de 2009  | [ 17 ] |